# Ernest Levonovič Pogosjanc
Ernest Levonovič Pogosjanc, traslitterato anche Pogosjanz o Pogosyants (in russo Эрнест Левонович Погосянц?; Čugujiv, 5 giugno 1935 – 16 agosto 1990), è stato un compositore di scacchi sovietico.
È stato il più prolifico di tutti i compositori di studi e problemi di scacchi. Secondo l'Enciclopedia Sovietica, ha pubblicato dal 1958 oltre 6 100 studi e 1 100 problemi. Molti di essi sono stati però pubblicati su quotidiani o riviste locali, per cui sono rimasti sconosciuti a livello internazionale. Il database di riferimento di Harold van der Heijden ne contiene ben 1 727, ponendolo nettamente al primo posto tra tutti gli studisti in tale database. Vinse numerosi premi in concorsi internazionali, tra cui 23 primi premi
Nel 1988 la FIDE gli ha attribuito il titolo di Grande Maestro per la composizione.
Pogosjanz prediligeva gli studi classici, curando particolarmente l'economicità della costruzione. Era uno specialista delle miniature (studi con al massimo sette pezzi, compresi i pedoni).
Di professione era un insegnante di matematica.
Tre sue composizioni:
|   | a | b | c | d | e | f | g | h |   |
| 8 | e7 re del bianco · g7 cavallo del nero · h7 pedone del nero · b5 alfiere del bianco · d5 pedone del bianco · h5 re del nero · e4 pedone del nero | e7 re del bianco · g7 cavallo del nero · h7 pedone del nero · b5 alfiere del bianco · d5 pedone del bianco · h5 re del nero · e4 pedone del nero | e7 re del bianco · g7 cavallo del nero · h7 pedone del nero · b5 alfiere del bianco · d5 pedone del bianco · h5 re del nero · e4 pedone del nero | e7 re del bianco · g7 cavallo del nero · h7 pedone del nero · b5 alfiere del bianco · d5 pedone del bianco · h5 re del nero · e4 pedone del nero | e7 re del bianco · g7 cavallo del nero · h7 pedone del nero · b5 alfiere del bianco · d5 pedone del bianco · h5 re del nero · e4 pedone del nero | e7 re del bianco · g7 cavallo del nero · h7 pedone del nero · b5 alfiere del bianco · d5 pedone del bianco · h5 re del nero · e4 pedone del nero | e7 re del bianco · g7 cavallo del nero · h7 pedone del nero · b5 alfiere del bianco · d5 pedone del bianco · h5 re del nero · e4 pedone del nero | e7 re del bianco · g7 cavallo del nero · h7 pedone del nero · b5 alfiere del bianco · d5 pedone del bianco · h5 re del nero · e4 pedone del nero | 8 |
| 7 | e7 re del bianco · g7 cavallo del nero · h7 pedone del nero · b5 alfiere del bianco · d5 pedone del bianco · h5 re del nero · e4 pedone del nero | e7 re del bianco · g7 cavallo del nero · h7 pedone del nero · b5 alfiere del bianco · d5 pedone del bianco · h5 re del nero · e4 pedone del nero | e7 re del bianco · g7 cavallo del nero · h7 pedone del nero · b5 alfiere del bianco · d5 pedone del bianco · h5 re del nero · e4 pedone del nero | e7 re del bianco · g7 cavallo del nero · h7 pedone del nero · b5 alfiere del bianco · d5 pedone del bianco · h5 re del nero · e4 pedone del nero | e7 re del bianco · g7 cavallo del nero · h7 pedone del nero · b5 alfiere del bianco · d5 pedone del bianco · h5 re del nero · e4 pedone del nero | e7 re del bianco · g7 cavallo del nero · h7 pedone del nero · b5 alfiere del bianco · d5 pedone del bianco · h5 re del nero · e4 pedone del nero | e7 re del bianco · g7 cavallo del nero · h7 pedone del nero · b5 alfiere del bianco · d5 pedone del bianco · h5 re del nero · e4 pedone del nero | e7 re del bianco · g7 cavallo del nero · h7 pedone del nero · b5 alfiere del bianco · d5 pedone del bianco · h5 re del nero · e4 pedone del nero | 7 |
| 6 | e7 re del bianco · g7 cavallo del nero · h7 pedone del nero · b5 alfiere del bianco · d5 pedone del bianco · h5 re del nero · e4 pedone del nero | e7 re del bianco · g7 cavallo del nero · h7 pedone del nero · b5 alfiere del bianco · d5 pedone del bianco · h5 re del nero · e4 pedone del nero | e7 re del bianco · g7 cavallo del nero · h7 pedone del nero · b5 alfiere del bianco · d5 pedone del bianco · h5 re del nero · e4 pedone del nero | e7 re del bianco · g7 cavallo del nero · h7 pedone del nero · b5 alfiere del bianco · d5 pedone del bianco · h5 re del nero · e4 pedone del nero | e7 re del bianco · g7 cavallo del nero · h7 pedone del nero · b5 alfiere del bianco · d5 pedone del bianco · h5 re del nero · e4 pedone del nero | e7 re del bianco · g7 cavallo del nero · h7 pedone del nero · b5 alfiere del bianco · d5 pedone del bianco · h5 re del nero · e4 pedone del nero | e7 re del bianco · g7 cavallo del nero · h7 pedone del nero · b5 alfiere del bianco · d5 pedone del bianco · h5 re del nero · e4 pedone del nero | e7 re del bianco · g7 cavallo del nero · h7 pedone del nero · b5 alfiere del bianco · d5 pedone del bianco · h5 re del nero · e4 pedone del nero | 6 |
| 5 | e7 re del bianco · g7 cavallo del nero · h7 pedone del nero · b5 alfiere del bianco · d5 pedone del bianco · h5 re del nero · e4 pedone del nero | e7 re del bianco · g7 cavallo del nero · h7 pedone del nero · b5 alfiere del bianco · d5 pedone del bianco · h5 re del nero · e4 pedone del nero | e7 re del bianco · g7 cavallo del nero · h7 pedone del nero · b5 alfiere del bianco · d5 pedone del bianco · h5 re del nero · e4 pedone del nero | e7 re del bianco · g7 cavallo del nero · h7 pedone del nero · b5 alfiere del bianco · d5 pedone del bianco · h5 re del nero · e4 pedone del nero | e7 re del bianco · g7 cavallo del nero · h7 pedone del nero · b5 alfiere del bianco · d5 pedone del bianco · h5 re del nero · e4 pedone del nero | e7 re del bianco · g7 cavallo del nero · h7 pedone del nero · b5 alfiere del bianco · d5 pedone del bianco · h5 re del nero · e4 pedone del nero | e7 re del bianco · g7 cavallo del nero · h7 pedone del nero · b5 alfiere del bianco · d5 pedone del bianco · h5 re del nero · e4 pedone del nero | e7 re del bianco · g7 cavallo del nero · h7 pedone del nero · b5 alfiere del bianco · d5 pedone del bianco · h5 re del nero · e4 pedone del nero | 5 |
| 4 | e7 re del bianco · g7 cavallo del nero · h7 pedone del nero · b5 alfiere del bianco · d5 pedone del bianco · h5 re del nero · e4 pedone del nero | e7 re del bianco · g7 cavallo del nero · h7 pedone del nero · b5 alfiere del bianco · d5 pedone del bianco · h5 re del nero · e4 pedone del nero | e7 re del bianco · g7 cavallo del nero · h7 pedone del nero · b5 alfiere del bianco · d5 pedone del bianco · h5 re del nero · e4 pedone del nero | e7 re del bianco · g7 cavallo del nero · h7 pedone del nero · b5 alfiere del bianco · d5 pedone del bianco · h5 re del nero · e4 pedone del nero | e7 re del bianco · g7 cavallo del nero · h7 pedone del nero · b5 alfiere del bianco · d5 pedone del bianco · h5 re del nero · e4 pedone del nero | e7 re del bianco · g7 cavallo del nero · h7 pedone del nero · b5 alfiere del bianco · d5 pedone del bianco · h5 re del nero · e4 pedone del nero | e7 re del bianco · g7 cavallo del nero · h7 pedone del nero · b5 alfiere del bianco · d5 pedone del bianco · h5 re del nero · e4 pedone del nero | e7 re del bianco · g7 cavallo del nero · h7 pedone del nero · b5 alfiere del bianco · d5 pedone del bianco · h5 re del nero · e4 pedone del nero | 4 |
| 3 | e7 re del bianco · g7 cavallo del nero · h7 pedone del nero · b5 alfiere del bianco · d5 pedone del bianco · h5 re del nero · e4 pedone del nero | e7 re del bianco · g7 cavallo del nero · h7 pedone del nero · b5 alfiere del bianco · d5 pedone del bianco · h5 re del nero · e4 pedone del nero | e7 re del bianco · g7 cavallo del nero · h7 pedone del nero · b5 alfiere del bianco · d5 pedone del bianco · h5 re del nero · e4 pedone del nero | e7 re del bianco · g7 cavallo del nero · h7 pedone del nero · b5 alfiere del bianco · d5 pedone del bianco · h5 re del nero · e4 pedone del nero | e7 re del bianco · g7 cavallo del nero · h7 pedone del nero · b5 alfiere del bianco · d5 pedone del bianco · h5 re del nero · e4 pedone del nero | e7 re del bianco · g7 cavallo del nero · h7 pedone del nero · b5 alfiere del bianco · d5 pedone del bianco · h5 re del nero · e4 pedone del nero | e7 re del bianco · g7 cavallo del nero · h7 pedone del nero · b5 alfiere del bianco · d5 pedone del bianco · h5 re del nero · e4 pedone del nero | e7 re del bianco · g7 cavallo del nero · h7 pedone del nero · b5 alfiere del bianco · d5 pedone del bianco · h5 re del nero · e4 pedone del nero | 3 |
| 2 | e7 re del bianco · g7 cavallo del nero · h7 pedone del nero · b5 alfiere del bianco · d5 pedone del bianco · h5 re del nero · e4 pedone del nero | e7 re del bianco · g7 cavallo del nero · h7 pedone del nero · b5 alfiere del bianco · d5 pedone del bianco · h5 re del nero · e4 pedone del nero | e7 re del bianco · g7 cavallo del nero · h7 pedone del nero · b5 alfiere del bianco · d5 pedone del bianco · h5 re del nero · e4 pedone del nero | e7 re del bianco · g7 cavallo del nero · h7 pedone del nero · b5 alfiere del bianco · d5 pedone del bianco · h5 re del nero · e4 pedone del nero | e7 re del bianco · g7 cavallo del nero · h7 pedone del nero · b5 alfiere del bianco · d5 pedone del bianco · h5 re del nero · e4 pedone del nero | e7 re del bianco · g7 cavallo del nero · h7 pedone del nero · b5 alfiere del bianco · d5 pedone del bianco · h5 re del nero · e4 pedone del nero | e7 re del bianco · g7 cavallo del nero · h7 pedone del nero · b5 alfiere del bianco · d5 pedone del bianco · h5 re del nero · e4 pedone del nero | e7 re del bianco · g7 cavallo del nero · h7 pedone del nero · b5 alfiere del bianco · d5 pedone del bianco · h5 re del nero · e4 pedone del nero | 2 |
| 1 | e7 re del bianco · g7 cavallo del nero · h7 pedone del nero · b5 alfiere del bianco · d5 pedone del bianco · h5 re del nero · e4 pedone del nero | e7 re del bianco · g7 cavallo del nero · h7 pedone del nero · b5 alfiere del bianco · d5 pedone del bianco · h5 re del nero · e4 pedone del nero | e7 re del bianco · g7 cavallo del nero · h7 pedone del nero · b5 alfiere del bianco · d5 pedone del bianco · h5 re del nero · e4 pedone del nero | e7 re del bianco · g7 cavallo del nero · h7 pedone del nero · b5 alfiere del bianco · d5 pedone del bianco · h5 re del nero · e4 pedone del nero | e7 re del bianco · g7 cavallo del nero · h7 pedone del nero · b5 alfiere del bianco · d5 pedone del bianco · h5 re del nero · e4 pedone del nero | e7 re del bianco · g7 cavallo del nero · h7 pedone del nero · b5 alfiere del bianco · d5 pedone del bianco · h5 re del nero · e4 pedone del nero | e7 re del bianco · g7 cavallo del nero · h7 pedone del nero · b5 alfiere del bianco · d5 pedone del bianco · h5 re del nero · e4 pedone del nero | e7 re del bianco · g7 cavallo del nero · h7 pedone del nero · b5 alfiere del bianco · d5 pedone del bianco · h5 re del nero · e4 pedone del nero | 1 |
|   | a | b | c | d | e | f | g | h |   |

Soluzione:
 1. Rf6!  Rh6

2. d6  Ce8+ 

3. Axe8  e3

4. d7!  (4. Ab5? e2  5. Axe2 patta)

 4. ...e2  5. d8=C!  e1=C!

(5...e1=D 6. Cf7+ Rh5 7. Ce5+ Rh4 8. Cf3+)

6. Cc6  Cf3

7. Ce7  Ch4

|   | a | b | c | d | e | f | g | h |   |
| 8 | f8 cavallo del bianco · g8 alfiere del nero · f7 pedone del nero · d6 re del nero · e6 pedone del bianco · f5 pedone del bianco · g5 re del bianco | f8 cavallo del bianco · g8 alfiere del nero · f7 pedone del nero · d6 re del nero · e6 pedone del bianco · f5 pedone del bianco · g5 re del bianco | f8 cavallo del bianco · g8 alfiere del nero · f7 pedone del nero · d6 re del nero · e6 pedone del bianco · f5 pedone del bianco · g5 re del bianco | f8 cavallo del bianco · g8 alfiere del nero · f7 pedone del nero · d6 re del nero · e6 pedone del bianco · f5 pedone del bianco · g5 re del bianco | f8 cavallo del bianco · g8 alfiere del nero · f7 pedone del nero · d6 re del nero · e6 pedone del bianco · f5 pedone del bianco · g5 re del bianco | f8 cavallo del bianco · g8 alfiere del nero · f7 pedone del nero · d6 re del nero · e6 pedone del bianco · f5 pedone del bianco · g5 re del bianco | f8 cavallo del bianco · g8 alfiere del nero · f7 pedone del nero · d6 re del nero · e6 pedone del bianco · f5 pedone del bianco · g5 re del bianco | f8 cavallo del bianco · g8 alfiere del nero · f7 pedone del nero · d6 re del nero · e6 pedone del bianco · f5 pedone del bianco · g5 re del bianco | 8 |
| 7 | f8 cavallo del bianco · g8 alfiere del nero · f7 pedone del nero · d6 re del nero · e6 pedone del bianco · f5 pedone del bianco · g5 re del bianco | f8 cavallo del bianco · g8 alfiere del nero · f7 pedone del nero · d6 re del nero · e6 pedone del bianco · f5 pedone del bianco · g5 re del bianco | f8 cavallo del bianco · g8 alfiere del nero · f7 pedone del nero · d6 re del nero · e6 pedone del bianco · f5 pedone del bianco · g5 re del bianco | f8 cavallo del bianco · g8 alfiere del nero · f7 pedone del nero · d6 re del nero · e6 pedone del bianco · f5 pedone del bianco · g5 re del bianco | f8 cavallo del bianco · g8 alfiere del nero · f7 pedone del nero · d6 re del nero · e6 pedone del bianco · f5 pedone del bianco · g5 re del bianco | f8 cavallo del bianco · g8 alfiere del nero · f7 pedone del nero · d6 re del nero · e6 pedone del bianco · f5 pedone del bianco · g5 re del bianco | f8 cavallo del bianco · g8 alfiere del nero · f7 pedone del nero · d6 re del nero · e6 pedone del bianco · f5 pedone del bianco · g5 re del bianco | f8 cavallo del bianco · g8 alfiere del nero · f7 pedone del nero · d6 re del nero · e6 pedone del bianco · f5 pedone del bianco · g5 re del bianco | 7 |
| 6 | f8 cavallo del bianco · g8 alfiere del nero · f7 pedone del nero · d6 re del nero · e6 pedone del bianco · f5 pedone del bianco · g5 re del bianco | f8 cavallo del bianco · g8 alfiere del nero · f7 pedone del nero · d6 re del nero · e6 pedone del bianco · f5 pedone del bianco · g5 re del bianco | f8 cavallo del bianco · g8 alfiere del nero · f7 pedone del nero · d6 re del nero · e6 pedone del bianco · f5 pedone del bianco · g5 re del bianco | f8 cavallo del bianco · g8 alfiere del nero · f7 pedone del nero · d6 re del nero · e6 pedone del bianco · f5 pedone del bianco · g5 re del bianco | f8 cavallo del bianco · g8 alfiere del nero · f7 pedone del nero · d6 re del nero · e6 pedone del bianco · f5 pedone del bianco · g5 re del bianco | f8 cavallo del bianco · g8 alfiere del nero · f7 pedone del nero · d6 re del nero · e6 pedone del bianco · f5 pedone del bianco · g5 re del bianco | f8 cavallo del bianco · g8 alfiere del nero · f7 pedone del nero · d6 re del nero · e6 pedone del bianco · f5 pedone del bianco · g5 re del bianco | f8 cavallo del bianco · g8 alfiere del nero · f7 pedone del nero · d6 re del nero · e6 pedone del bianco · f5 pedone del bianco · g5 re del bianco | 6 |
| 5 | f8 cavallo del bianco · g8 alfiere del nero · f7 pedone del nero · d6 re del nero · e6 pedone del bianco · f5 pedone del bianco · g5 re del bianco | f8 cavallo del bianco · g8 alfiere del nero · f7 pedone del nero · d6 re del nero · e6 pedone del bianco · f5 pedone del bianco · g5 re del bianco | f8 cavallo del bianco · g8 alfiere del nero · f7 pedone del nero · d6 re del nero · e6 pedone del bianco · f5 pedone del bianco · g5 re del bianco | f8 cavallo del bianco · g8 alfiere del nero · f7 pedone del nero · d6 re del nero · e6 pedone del bianco · f5 pedone del bianco · g5 re del bianco | f8 cavallo del bianco · g8 alfiere del nero · f7 pedone del nero · d6 re del nero · e6 pedone del bianco · f5 pedone del bianco · g5 re del bianco | f8 cavallo del bianco · g8 alfiere del nero · f7 pedone del nero · d6 re del nero · e6 pedone del bianco · f5 pedone del bianco · g5 re del bianco | f8 cavallo del bianco · g8 alfiere del nero · f7 pedone del nero · d6 re del nero · e6 pedone del bianco · f5 pedone del bianco · g5 re del bianco | f8 cavallo del bianco · g8 alfiere del nero · f7 pedone del nero · d6 re del nero · e6 pedone del bianco · f5 pedone del bianco · g5 re del bianco | 5 |
| 4 | f8 cavallo del bianco · g8 alfiere del nero · f7 pedone del nero · d6 re del nero · e6 pedone del bianco · f5 pedone del bianco · g5 re del bianco | f8 cavallo del bianco · g8 alfiere del nero · f7 pedone del nero · d6 re del nero · e6 pedone del bianco · f5 pedone del bianco · g5 re del bianco | f8 cavallo del bianco · g8 alfiere del nero · f7 pedone del nero · d6 re del nero · e6 pedone del bianco · f5 pedone del bianco · g5 re del bianco | f8 cavallo del bianco · g8 alfiere del nero · f7 pedone del nero · d6 re del nero · e6 pedone del bianco · f5 pedone del bianco · g5 re del bianco | f8 cavallo del bianco · g8 alfiere del nero · f7 pedone del nero · d6 re del nero · e6 pedone del bianco · f5 pedone del bianco · g5 re del bianco | f8 cavallo del bianco · g8 alfiere del nero · f7 pedone del nero · d6 re del nero · e6 pedone del bianco · f5 pedone del bianco · g5 re del bianco | f8 cavallo del bianco · g8 alfiere del nero · f7 pedone del nero · d6 re del nero · e6 pedone del bianco · f5 pedone del bianco · g5 re del bianco | f8 cavallo del bianco · g8 alfiere del nero · f7 pedone del nero · d6 re del nero · e6 pedone del bianco · f5 pedone del bianco · g5 re del bianco | 4 |
| 3 | f8 cavallo del bianco · g8 alfiere del nero · f7 pedone del nero · d6 re del nero · e6 pedone del bianco · f5 pedone del bianco · g5 re del bianco | f8 cavallo del bianco · g8 alfiere del nero · f7 pedone del nero · d6 re del nero · e6 pedone del bianco · f5 pedone del bianco · g5 re del bianco | f8 cavallo del bianco · g8 alfiere del nero · f7 pedone del nero · d6 re del nero · e6 pedone del bianco · f5 pedone del bianco · g5 re del bianco | f8 cavallo del bianco · g8 alfiere del nero · f7 pedone del nero · d6 re del nero · e6 pedone del bianco · f5 pedone del bianco · g5 re del bianco | f8 cavallo del bianco · g8 alfiere del nero · f7 pedone del nero · d6 re del nero · e6 pedone del bianco · f5 pedone del bianco · g5 re del bianco | f8 cavallo del bianco · g8 alfiere del nero · f7 pedone del nero · d6 re del nero · e6 pedone del bianco · f5 pedone del bianco · g5 re del bianco | f8 cavallo del bianco · g8 alfiere del nero · f7 pedone del nero · d6 re del nero · e6 pedone del bianco · f5 pedone del bianco · g5 re del bianco | f8 cavallo del bianco · g8 alfiere del nero · f7 pedone del nero · d6 re del nero · e6 pedone del bianco · f5 pedone del bianco · g5 re del bianco | 3 |
| 2 | f8 cavallo del bianco · g8 alfiere del nero · f7 pedone del nero · d6 re del nero · e6 pedone del bianco · f5 pedone del bianco · g5 re del bianco | f8 cavallo del bianco · g8 alfiere del nero · f7 pedone del nero · d6 re del nero · e6 pedone del bianco · f5 pedone del bianco · g5 re del bianco | f8 cavallo del bianco · g8 alfiere del nero · f7 pedone del nero · d6 re del nero · e6 pedone del bianco · f5 pedone del bianco · g5 re del bianco | f8 cavallo del bianco · g8 alfiere del nero · f7 pedone del nero · d6 re del nero · e6 pedone del bianco · f5 pedone del bianco · g5 re del bianco | f8 cavallo del bianco · g8 alfiere del nero · f7 pedone del nero · d6 re del nero · e6 pedone del bianco · f5 pedone del bianco · g5 re del bianco | f8 cavallo del bianco · g8 alfiere del nero · f7 pedone del nero · d6 re del nero · e6 pedone del bianco · f5 pedone del bianco · g5 re del bianco | f8 cavallo del bianco · g8 alfiere del nero · f7 pedone del nero · d6 re del nero · e6 pedone del bianco · f5 pedone del bianco · g5 re del bianco | f8 cavallo del bianco · g8 alfiere del nero · f7 pedone del nero · d6 re del nero · e6 pedone del bianco · f5 pedone del bianco · g5 re del bianco | 2 |
| 1 | f8 cavallo del bianco · g8 alfiere del nero · f7 pedone del nero · d6 re del nero · e6 pedone del bianco · f5 pedone del bianco · g5 re del bianco | f8 cavallo del bianco · g8 alfiere del nero · f7 pedone del nero · d6 re del nero · e6 pedone del bianco · f5 pedone del bianco · g5 re del bianco | f8 cavallo del bianco · g8 alfiere del nero · f7 pedone del nero · d6 re del nero · e6 pedone del bianco · f5 pedone del bianco · g5 re del bianco | f8 cavallo del bianco · g8 alfiere del nero · f7 pedone del nero · d6 re del nero · e6 pedone del bianco · f5 pedone del bianco · g5 re del bianco | f8 cavallo del bianco · g8 alfiere del nero · f7 pedone del nero · d6 re del nero · e6 pedone del bianco · f5 pedone del bianco · g5 re del bianco | f8 cavallo del bianco · g8 alfiere del nero · f7 pedone del nero · d6 re del nero · e6 pedone del bianco · f5 pedone del bianco · g5 re del bianco | f8 cavallo del bianco · g8 alfiere del nero · f7 pedone del nero · d6 re del nero · e6 pedone del bianco · f5 pedone del bianco · g5 re del bianco | f8 cavallo del bianco · g8 alfiere del nero · f7 pedone del nero · d6 re del nero · e6 pedone del bianco · f5 pedone del bianco · g5 re del bianco | 1 |
|   | a | b | c | d | e | f | g | h |   |

Soluzione:
1. e7!  Rxe7

2. f6+  (2. Rh6  f6 =)

2... Re8  (2... Rd6 3. Rh6 Re5 4. Cd7+)

3. Rh5!  (3. Rh6  Rxf8 =)

3... Rxf8  4. Rh6  Re8

5. Rg7  Ah7  6. Rxh7  Rd7

|   | a | b | c | d | e | f | g | h |   |
| 8 | g7 pedone del bianco · c4 re del nero · b2 torre del bianco · a1 torre del bianco · e1 re del bianco | g7 pedone del bianco · c4 re del nero · b2 torre del bianco · a1 torre del bianco · e1 re del bianco | g7 pedone del bianco · c4 re del nero · b2 torre del bianco · a1 torre del bianco · e1 re del bianco | g7 pedone del bianco · c4 re del nero · b2 torre del bianco · a1 torre del bianco · e1 re del bianco | g7 pedone del bianco · c4 re del nero · b2 torre del bianco · a1 torre del bianco · e1 re del bianco | g7 pedone del bianco · c4 re del nero · b2 torre del bianco · a1 torre del bianco · e1 re del bianco | g7 pedone del bianco · c4 re del nero · b2 torre del bianco · a1 torre del bianco · e1 re del bianco | g7 pedone del bianco · c4 re del nero · b2 torre del bianco · a1 torre del bianco · e1 re del bianco | 8 |
| 7 | g7 pedone del bianco · c4 re del nero · b2 torre del bianco · a1 torre del bianco · e1 re del bianco | g7 pedone del bianco · c4 re del nero · b2 torre del bianco · a1 torre del bianco · e1 re del bianco | g7 pedone del bianco · c4 re del nero · b2 torre del bianco · a1 torre del bianco · e1 re del bianco | g7 pedone del bianco · c4 re del nero · b2 torre del bianco · a1 torre del bianco · e1 re del bianco | g7 pedone del bianco · c4 re del nero · b2 torre del bianco · a1 torre del bianco · e1 re del bianco | g7 pedone del bianco · c4 re del nero · b2 torre del bianco · a1 torre del bianco · e1 re del bianco | g7 pedone del bianco · c4 re del nero · b2 torre del bianco · a1 torre del bianco · e1 re del bianco | g7 pedone del bianco · c4 re del nero · b2 torre del bianco · a1 torre del bianco · e1 re del bianco | 7 |
| 6 | g7 pedone del bianco · c4 re del nero · b2 torre del bianco · a1 torre del bianco · e1 re del bianco | g7 pedone del bianco · c4 re del nero · b2 torre del bianco · a1 torre del bianco · e1 re del bianco | g7 pedone del bianco · c4 re del nero · b2 torre del bianco · a1 torre del bianco · e1 re del bianco | g7 pedone del bianco · c4 re del nero · b2 torre del bianco · a1 torre del bianco · e1 re del bianco | g7 pedone del bianco · c4 re del nero · b2 torre del bianco · a1 torre del bianco · e1 re del bianco | g7 pedone del bianco · c4 re del nero · b2 torre del bianco · a1 torre del bianco · e1 re del bianco | g7 pedone del bianco · c4 re del nero · b2 torre del bianco · a1 torre del bianco · e1 re del bianco | g7 pedone del bianco · c4 re del nero · b2 torre del bianco · a1 torre del bianco · e1 re del bianco | 6 |
| 5 | g7 pedone del bianco · c4 re del nero · b2 torre del bianco · a1 torre del bianco · e1 re del bianco | g7 pedone del bianco · c4 re del nero · b2 torre del bianco · a1 torre del bianco · e1 re del bianco | g7 pedone del bianco · c4 re del nero · b2 torre del bianco · a1 torre del bianco · e1 re del bianco | g7 pedone del bianco · c4 re del nero · b2 torre del bianco · a1 torre del bianco · e1 re del bianco | g7 pedone del bianco · c4 re del nero · b2 torre del bianco · a1 torre del bianco · e1 re del bianco | g7 pedone del bianco · c4 re del nero · b2 torre del bianco · a1 torre del bianco · e1 re del bianco | g7 pedone del bianco · c4 re del nero · b2 torre del bianco · a1 torre del bianco · e1 re del bianco | g7 pedone del bianco · c4 re del nero · b2 torre del bianco · a1 torre del bianco · e1 re del bianco | 5 |
| 4 | g7 pedone del bianco · c4 re del nero · b2 torre del bianco · a1 torre del bianco · e1 re del bianco | g7 pedone del bianco · c4 re del nero · b2 torre del bianco · a1 torre del bianco · e1 re del bianco | g7 pedone del bianco · c4 re del nero · b2 torre del bianco · a1 torre del bianco · e1 re del bianco | g7 pedone del bianco · c4 re del nero · b2 torre del bianco · a1 torre del bianco · e1 re del bianco | g7 pedone del bianco · c4 re del nero · b2 torre del bianco · a1 torre del bianco · e1 re del bianco | g7 pedone del bianco · c4 re del nero · b2 torre del bianco · a1 torre del bianco · e1 re del bianco | g7 pedone del bianco · c4 re del nero · b2 torre del bianco · a1 torre del bianco · e1 re del bianco | g7 pedone del bianco · c4 re del nero · b2 torre del bianco · a1 torre del bianco · e1 re del bianco | 4 |
| 3 | g7 pedone del bianco · c4 re del nero · b2 torre del bianco · a1 torre del bianco · e1 re del bianco | g7 pedone del bianco · c4 re del nero · b2 torre del bianco · a1 torre del bianco · e1 re del bianco | g7 pedone del bianco · c4 re del nero · b2 torre del bianco · a1 torre del bianco · e1 re del bianco | g7 pedone del bianco · c4 re del nero · b2 torre del bianco · a1 torre del bianco · e1 re del bianco | g7 pedone del bianco · c4 re del nero · b2 torre del bianco · a1 torre del bianco · e1 re del bianco | g7 pedone del bianco · c4 re del nero · b2 torre del bianco · a1 torre del bianco · e1 re del bianco | g7 pedone del bianco · c4 re del nero · b2 torre del bianco · a1 torre del bianco · e1 re del bianco | g7 pedone del bianco · c4 re del nero · b2 torre del bianco · a1 torre del bianco · e1 re del bianco | 3 |
| 2 | g7 pedone del bianco · c4 re del nero · b2 torre del bianco · a1 torre del bianco · e1 re del bianco | g7 pedone del bianco · c4 re del nero · b2 torre del bianco · a1 torre del bianco · e1 re del bianco | g7 pedone del bianco · c4 re del nero · b2 torre del bianco · a1 torre del bianco · e1 re del bianco | g7 pedone del bianco · c4 re del nero · b2 torre del bianco · a1 torre del bianco · e1 re del bianco | g7 pedone del bianco · c4 re del nero · b2 torre del bianco · a1 torre del bianco · e1 re del bianco | g7 pedone del bianco · c4 re del nero · b2 torre del bianco · a1 torre del bianco · e1 re del bianco | g7 pedone del bianco · c4 re del nero · b2 torre del bianco · a1 torre del bianco · e1 re del bianco | g7 pedone del bianco · c4 re del nero · b2 torre del bianco · a1 torre del bianco · e1 re del bianco | 2 |
| 1 | g7 pedone del bianco · c4 re del nero · b2 torre del bianco · a1 torre del bianco · e1 re del bianco | g7 pedone del bianco · c4 re del nero · b2 torre del bianco · a1 torre del bianco · e1 re del bianco | g7 pedone del bianco · c4 re del nero · b2 torre del bianco · a1 torre del bianco · e1 re del bianco | g7 pedone del bianco · c4 re del nero · b2 torre del bianco · a1 torre del bianco · e1 re del bianco | g7 pedone del bianco · c4 re del nero · b2 torre del bianco · a1 torre del bianco · e1 re del bianco | g7 pedone del bianco · c4 re del nero · b2 torre del bianco · a1 torre del bianco · e1 re del bianco | g7 pedone del bianco · c4 re del nero · b2 torre del bianco · a1 torre del bianco · e1 re del bianco | g7 pedone del bianco · c4 re del nero · b2 torre del bianco · a1 torre del bianco · e1 re del bianco | 1 |
|   | a | b | c | d | e | f | g | h |   |

Soluzione:
1.0-0-0!  (min. 2. g8=D+ Rc5 3. Dd5/c8#)